# Máscara respiratória

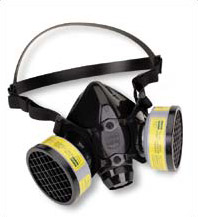
Uma máscara respiratória semi-facial.

Uma máscara respiratória facial, também conhecida como respirador, é um equipamento de proteção individual (EPI) desenvolvido para filtragem e separação de partículas como poeiras, névoas, fumaça, vapores de produtos químicos, vapores orgânicos, gases maléficos a respiração humana do oxigênio respirado pelos pulmões. Respiradores vêm em uma ampla gama de tipos e tamanhos, sendo utilizados pela indústria militar, privada e pública. Respiradores podem ser de gama mais barata, descartável ou reutilizáveis com cartuchos substituíveis ou mais sofisticados onde incluem oxigênio próprio para o consumo, sem ter que retirá-lo do ambiente/

## História

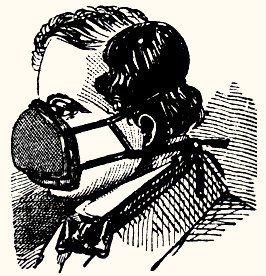
Máscara Woodcut de Stenhouse

A história do equipamento de proteção respiratória pode ser rastreada até o século 16, quando Leonardo da Vinci sugeriu que um pano de um fino tecido embebido em água poderia proteger os marinheiros de uma arma tóxica feita de pó que ele havia projetado. Alexander von Humboldt criou um  primitivo respirador em 1799 quando trabalhava na Prússia com engenharia de mineração.
No início, praticamente todos os respiradores consistiam de um saco colocado em volta da cabeça, preso em torno da garganta com aberturas através das quais os usuário podiam enxergar. Alguns eram de borracha e outros feitos de tecido com borracha ou de tecido encharcado, mas na maioria dos casos, um tanque de ar comprimido ou um reservatório de ar sob pressão foi utilizado pelo usuário como fornecedor do ar necessária a respiração. Em alguns dispositivos, a maneira de filtragem era através da absorção do dióxido de carbono do ar exalado e da respiração do mesmo ar muitas vezes, em outros casos, válvulas foram fornecidos para a exalação do ar utilizado.
A primeira patente foi adquirida nos EUA e concedida a Lewis P. Haslett em 1848 por filtro que filtrava a poeira do ar através de válvulas unidirecionais e um feltro de lã umedecido. Após Haslett, uma longa sequência de patentes foram emitidas para dispositivos de purificação de ar, incluindo as patentes para o uso de fibras de algodão como um meio filtrante, para carvão e cal na absorção de vapores venenosos, e por melhorias no desenho ocular e montagem. Hutson Hurd patenteou uma máscara em forma de taça em 1879 que se tornou generalizada em uso industrial, e a Empresa HS Hurd Empresa capa ainda estava na empresa na década de 1970.
Inventores também iniciaram o desenvolvimento de dispositivos de purificação do ar na Europa. John Stenhouse, um químico escocês, estava investigando o poder de carvão vegetal, em suas várias formas para capturar e armazenar grandes volumes de gás. Ele colocou a ciência para trabalhar na construção de um dos primeiros respiradores capazes de remover gases tóxicos do ar, abrindo o caminho para a tecnologia de carvão ativado para se tornar o filtro mais utilizado atualmente para respiradores no mundo. O físico britânico John Tyndall pegou a máscara da Stenhouse, acrescentou um filtro de algodão saturado com cal, glicerina, carvão vegetal  e inventou um "respirador de bombeiro", uma capa que filtradas fumaças e gases do ar, em 1871; Tyndall exibiu este respirador em uma reunião da Royal Society em Londres, em 1874. Também em 1874, Samuel Barton patenteou um dispositivo que permitia a respiração em locais onde a atmosfera esteja carregada com gases tóxicos ou vapores, fumaças, ou outras impurezas. O alemão Bernhard Loeb patenteou várias invenções para purificar o ar sujo ou impuro e contou entre seus clientes o Departamento de Bombeiros do Brooklyn.

## Categorias

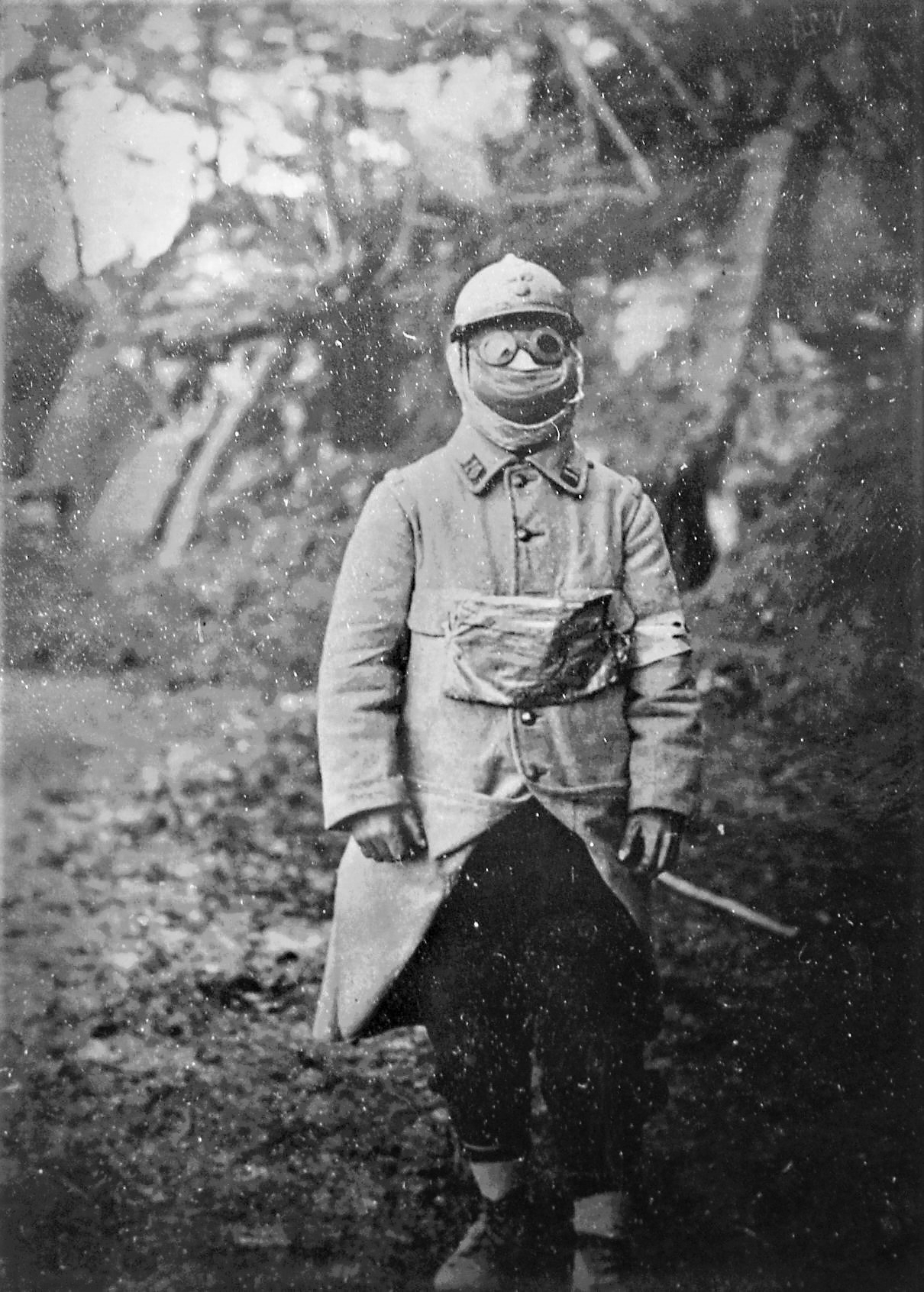
Um soldado francês usando uma máscara de gás de tampão na Primeira Guerra Mundial.

Existem três (3) tipos de máscaras de proteção respiratória. Aquela para agentes físicos (como poeiras e particulados como Asbesto ou areia), para agentes químicos (como gases ou vapores de Amônia ou outros tipos de elementos químicos) e máscara de proteção respiratória para agentes biológicos (usados para proteger contar vírus e bactérias). A concepção da máscara ainda permite que ela seja combinada, do tipo que proteja contra agentes físicos e químicos simultaneamente. Existem duas categorias principais: o purificador de ar, o que separa o ar contaminado através de um elemento de filtragem, e fornecedor de ar respirável, em que um fornecimento de ar fresco alternativo é liberado. Dentro de cada categoria, diferentes técnicas são empregadas para reduzir ou eliminar os elementos nocivos contidos no ar. As máscaras tem classificação para atender os diâmetro da partícula a ser retida, sendo do tipo PFF1, PFF2 e PFF3. Este tipo de classificação não indica necessariamente a que tipo de agente (se físico, quimico ou biológico) e sim, a que formato e que diâmetro é o agente a ser retido pela máscara. Existem as máscaras descartáveis (como aquelas que os médicos utilizam) e as máscaras que permitem nova utilização (que são as máscaras com corpo de plástico e com elemento filtrante que permite reposição). A reposição deste filtro depende do diâmetro do particulado e do tempo de uso ou exposição ao agente. A saturação do elemento filtrante pode ocorrer em um (1) dia ou pode se dar com noventa (90) dias ou mais, contudo, deve-se tomar cuidado quanto a forma de armazenamento deste tipo de máscara, pois pode facilmente ser contaminada a parte interna dela, com os agentes presentes no ambiente em que a máscara é deixada ou guardada.

## Leitura recomendada
- Savage, Robert C. Woosnam; Hall, Anthony (2002). Brassey's Book of Body Armor. [S.l.]: Brassey's. ISBN 1-57488-465-4
- Palazzo, Albert (2000). Seeking Victory on the Western Front: The British Army and Chemical Warfare in World War I. [S.l.]: University of Nebraska Press. ISBN 0-8032-8774-7
- Cheremisinoff, Nicholas (1999). Handbook of Industrial Toxicology and Hazardous Materials. [S.l.]: Marcel Dekker. ISBN 0-8247-1935-2
- NIOSH respirators main page